# Hîrtopul Mare
Hîrtopul Mare è un comune della Moldavia situato nel distretto di Criuleni di 3.900 abitanti al censimento del 2004

## Località
Il comune è formato dall'insieme delle seguenti località: (popolazione 2004)
- Hîrtopul Mare (2.483 abitanti)
- Hîrtopul Mic (1.417 abitanti)